# Esko Kangas
Mauno Esko Kangas, född 7 januari 1906 i Virdois, död 26 december 1992 i Helsingfors, var en finländsk skogsvetare och entomolog. 
Kangas, som var son till affärsidkaren Aapo Kangas (Kangasniemi) och Lempi Vaali, blev student 1925, avlade forstexamen 1928 samt blev agronomie- och forstkandidat 1931 samt agronomie- och forstlicentiat och agronomie- och forstdoktor 1937. Han var assistent vid institutionen för skogsskötsel vid Helsingfors universitet 1928–1932 och vid Helsingfors universitets forstliga övningsstation 1928–1931, e.o. forstmästare vid forststyrelsen 1931, assistent vid forstliga forskningsanstalten 1933–1942, specialforskare där 1943–1948, docent i skogszoologi vid Helsingfors universitet 1938–1940, i skogsskadelära 1940–1948, personell e.o. professor i skogsskadelära 1948–1954, tillförordnad professor i lantbruks- och skogszoologi 1950 och 1952–1954 samt ordinarie professor i lantbruks- och forstzoologi 1954–1973 och vicedekanus vid agrikultur-forstvetenskapliga fakulteten 1957–1963. 
Kangas var tillförordnad forstmästare vid Evois skogsskola 1932, ledare för skogstalkoverksamheten vid Stortalkoföreningen 1942–1944 och lärare i skogsskydd vid Helsingfors universitet 1944–1948. Han var sekreterare i Finska entomologiska sällskapet 1935–1954, ordförande från 1955, redaktionssekreterare 1935–1944 samt redaktör 1945–1948 och från 1953 för Suomen Hyönteistieteellinen Aikakauskirja – Annales Entomologici Fennica, ordförande 1929 och föreståndare 1940–1943 för studentföreningen Metsämiehet, ordförande för studentkåren vid Helsingfors universitet 1940–1945, kurator för Sydösterbottens nation 1941–1944, viceordförande i Finska forstsamfundet 1944–1945 och ordförande 1945–1946, sekreterare i Finlands forstmästarförbund 1945–1947, ordförande i Centralorganisationen för intellektuellt arbete 1947–1949, viceordförande 1957–1959 och ordförande 1960–1962 för Kasvinsuojeluseura, ordförande i styrelsen för Akava 1957–1958, i lärar- och tjänstemannaföreningen vid Helsingfors universitet från 1962, i föreningen Julkisen talouden metsänhoitajat 1964–1965, i Vetenskapsidkarnas förbund från 1965, viceordförande i Mejlans församlings kyrkoråd 1956–1959 samt medlem av Samlingspartiets partiråd 1943–1947 och 1956–1961. 
Kangas skrev omkring 150 vetenskapliga undersökningar och artiklar inom skogszoologin, skogsskydd, skogsskötsel och inom entomologin. Han blev arbetande medlem av Geografiska sällskapet i Finland 1941, adjungerad medlem av Finska Vetenskapsakademien 1942, medlem 1956 samt var medlem av olika inhemska och utländska vetenskapliga sällskap.